# Amylose (maladie)
Pour les articles homonymes, voir Amylose (homonymie).
 Mise en garde médicale
L'amylose, aussi appelée amyloïdose est un vaste groupe de maladies de la classe des protéinopathies. C'est une maladie rare qui se caractérise par la présence de dépôts de protéines insolubles dans les tissus. Le plus souvent, ce sont des fragments de protéines de précurseur sérique qui en sont la cause. De nombreux organes peuvent être touchés par ce dépôt extracellulaire, appelé substance amyloïde.
Les principaux organes atteints sont : le rein, le cœur, le tube digestif, le foie, la peau, le nerf périphérique et l'œil, mais l'amylose peut toucher tous les organes, ainsi que le système nerveux central. En conséquence, les symptômes peuvent être très variés. Les organes touchés par cette maladie présentent généralement un volume considérable.
L'amylose est une maladie sévère qui peut évoluer jusqu'à la destruction des organes atteints. En 2014, on recensait une trentaine de maladies liées à autant de protéines susceptibles de former des dépôts amyloïdes. Le type d'amylose dépend de la protéine en cause,,.

## Les différentes formes
Les amyloses sont classées suivant la protéine responsable et la diffusion des lésions,.
La substance amyloïde est composée à 95 % de protéines fibrillaires qui sont caractéristiques de chaque variété d'amylose. Les 5 % restant sont composés de glycoprotéines nommées composant P, constant quel que soit le type d'amylose. Une quinzaine de formes biochimiques distinctes de protéines amyloïdes sont connues.

### Amyloses systémiques

#### Amylose de type AL
Les protéines amyloïdes sont constituées de chaînes variables légères d'immunoglobulines. Ces protéines sont nommées AL. Les substances amyloïdes sont associées à la prolifération monoclonale de plasmocytes ou de lymphocytes B que l'on retrouve dans certains myélomes, plasmocytomes ou lymphomes malins non hodgkiniens B.

#### Amylose de type AA
Le dépôt de substances amyloïdes dérive de la protéine amyloïde sérique A(AA). La protéine A(AA) est une protéine de la phase aiguë de la réaction inflammatoire. Elle est synthétisée par le foie en réponse à une inflammation, et circule dans le sérum. Ces dépôts peuvent être retrouvées dans le cadre d'inflammation chronique, d'une tuberculose, d'une infection chronique ou d'une maladie systémique.

#### Amylose ATTR
L'amylose à transthyrétine peut être de forme sauvage ou de forme héréditaire. Ces dernières sont des maladies héréditaires rares; elles concernent environ 400 familles en France. Elles sont dues à une anomalie d'un gène qui entraîne la fabrication de la protéine transthyrétine modifiée. La transthyrétine ou TTR, autrefois appelée pré-albumine, transporte la thyroxine et le rétinol dans le sang. Cette modification génétique est une substitution d'acides aminés prédisposant à la formation d'une structure de type amyloïde β-plissée. Elle est responsable de la neuropathie amyloïde familiale.

### Amyloses localisées

#### Amylose ATTR
ATTR (ou neuropathie amyloïde familiale) liée à une anomalie d'un gène qui entraîne la fabrication d'une protéine de transport, la transthyrétine (autrefois appelée pré-albumine). La maladie est le plus souvent révélée chez l'adulte entre 30 et 50 ans. Le diagnostic est fait sur la découverte de l'anomalie du gène. Les atteintes cliniques liées à un dépôt axonal de substance amyloïde comportent une polyneuropathie sensitive, motrice et autonome. Cette neuropathie peut entraîner un handicap profond en une dizaine d'années. Des atteintes myocardiques, rénales et vitréennes sont également possibles. Le traitement de cette amylose est la transplantation hépatique, qui permet la synthèse d'une transthyrétine normale

#### Amylose A Cal
La substance amyloïde est dérivée du peptide lié au gène de l'hormone calcitonine. Les tumeurs constituées de cellules endocrines à sécrétion peptidique peuvent produire de l'amylose à partir d'une hormone peptidique anormale, dans le cadre d'un cancer médullaire de la thyroïde.

#### Substance amyloïde provenant du peptide βAPP (amyloid precursor peptide)
Ce peptide est dérivé d'une protéine neuronale, l'APP ou protéine précurseur de l'amyloïde. Son gène est situé sur le chromosome 21.
Cette amylose est représentée dans le système nerveux central par la maladie d'Alzheimer. Le dépôt de cette protéine pourrait être en cause dans le syndrome de Down (trisomie 21). Elle est aussi retrouvée dans l'angiopathie cérébrale.

#### Amylose Aβ2-m
La substance amyloïde contient des protéines β2-microglobuline. Elle est retrouvée lors d'une insuffisance rénale chronique dialysée.

#### Amylose AprP
Le prion P est le précurseur protéique retrouvé dans la maladie de Creutzfeldt-Jakob et autres encéphalopathies spongiformes.

## Symptômes et examens cliniques
Ils sont multiples et variés et dépendent de la présence ou non et de l'importance des dépôts amyloïdes dans les organes concernés.

### Symptômes cutanés
- Petites plaques légèrement surélevées au niveau de l'anus, sur la face ou au niveau de la bouche ;
- Purpura périorbitaire spontané (syndrome de l'œil au beurre noir).

### Symptômes rénaux
- Albuminurie (due à la néphropathie).

### Symptômes cardiaques
On peut retrouver une insuffisance cardiaque, des troubles du rythme cardiaque.
Les examens (échocardiographie, scanner et IRM cardiaque) montrent une augmentation du volume des cavités cardiaques avec un épaississement des parois avec un aspect granuleux.
À la scintigraphie aux biphosphonates technetiés, on peut observer une fixation accrue du radiotraceur dans le myocarde. Par contre, les marqueurs lipophiles du débit coronarien seront moins avidement captés là où le myocarde est lésé.

### Symptômes hépatiques
L'examen clinique montre une hépatomégalie (augmentation de la taille du foie) et aspect caoutchouteux du foie.

### Symptômes digestifs
Il peut survenir une occlusion intestinale (se manifestant par un arrêt des gaz et des matières), des ulcérations digestives, des hémorragies, une dénutrition, une diarrhée.
L'examen clinique peut montrer une augmentation du volume de la langue (macroglossie) qui peut apparaitre comme épaissie et dure.

### Symptômes neurologiques
Il peut exister une hypotension orthostatique, une disparition de la sudation, une raucité de la voix, des problèmes mictionnels secondaires à la difficulté pour contrôler l'ouverture/la fermeture des sphincters, des douleurs ou une gêne au niveau de la main secondaire à un syndrome du canal carpien.
La neuropathie périphérique peut se manifester par des douleurs, des ulcères cutanés.
Des troubles cognitifs doivent être recherchés dans le cadre d'une maladie d'Alzheimer.

### Symptômes respiratoires
Il peut exister un trouble de la respiration par l'accumulation de substances amyloïdes dans toutes les parties des voies respiratoires.

### Symptômes articulaires
Des douleurs articulaires sont typiquement symétriques, concernant les petites articulations avec présences de nodules. Il peut exister un syndrome du canal carpien.

### Symptômes hématologiques
Il a été décrit de rares cas de troubles de l'hémostase par adjonction du facteur X à la surface de la substance amyloïde.

## Diagnostic
Il repose sur l'identification du dépôt amyloïde à l'examen anatomo-pathologique. Il exige donc des biopsies ciblées mais certains organes sont plus difficilement accessibles ou avec un risque non négligeable (cœur, cerveau...). Le fait de retrouver des dépôts dans d'autres organes plus facilement accessibles reste un élément important du diagnostic. La biopsie concerne alors la muqueuse rectale, les glandes salivaires sublinguales ou la graisse péri-ombilicale. Le diagnostic se fait alors par une coloration des prélèvements au rouge congo. Toutefois, la caractérisation de l'amylose nécessite des échantillons frais, sans fixateurs.
La sensibilité de ces biopsies dépend du type d'amylose. Elle est en particulier plus basse lors d'une amylose de la transthyrétine, requérant une biopsie directe de l'organe atteint (coeur)

## Traitement
Le traitement de la cause de la production de la protéine est le meilleur moyen de limiter l'évolution de la maladie amyloïde.
Il n'y a pas de traitement permettant de faire disparaitre les lésions amyloïdes déjà installées.
Il consiste essentiellement en suppression des précurseurs fibrillaires dans les amyloïdoses systémiques.
Chaque type d'amylose requiert un traitement différent.
Dans tous les cas, les manifestations de la maladie peuvent être traitées :
- manifestations neurologiques : Les douleurs nerveuses « neuropathiques » seront traitées avec des médicaments antalgiques ;
- malaises d'hypotension orthostatique : bonne hydratation, régime salé, bas de contention des jambes, médicaments ;
- digestifs : nausées, vomissements (fractionnement des repas, médicaments), diarrhées médicaments (comprimés ou injections) ;
- impuissance (médicaments (comprimés ou injections) ;
- troubles sphinctériens : médicaments, sondages urinaires ;
- troubles moteurs : rééducation ;
- sur le plan cardiaque : implantation d'un stimulateur cardiaque (pacemaker) dans certains cas.

La défaillance avancée et irréversible d'un organe peut faire l'objet d'une greffe mais son indication dépend aussi du pronostic global de la maladie.

### Amylose AL
L'objectif principal du traitement de l'amylose AL est de réduire les dépôts de substance amyloïde. Pour cela, il est nécessaire de faire diminuer au maximum la production de l'immunoglobuline monoclonale responsable des dépôts. Le plus souvent, la chimiothérapie est indiquée. Les cellules responsables peuvent également être proches de celles d'autres maladies hématologiques. Le traitement est alors celui de ces dernières.
L'efficacité du traitement se mesure sur la diminution du taux de la chaîne légère monoclonale dans le sang. Si cette diminution est importante, les dépôts de substance amyloïde, qui ont arrêté de se former, vont être progressivement éliminés par l'organisme. Cela entraîne une amélioration progressive de l'état clinique. Le rythme d'élimination des dépôts est variable selon l'organe. Il n'existe pas, à l'heure actuelle, de traitement pouvant accélérer l'élimination des dépôts.
Parallèlement, des traitements spécifiques pour pallier la ou les insuffisances de fonctionnement du ou des organes touchés sont généralement mis en œuvre. En cas d'atteinte sévère du cœur ou des reins, une transplantation peut être proposée.
Les traitements actuels permettent d'obtenir une réponse chez la majorité des patients atteints.
La chimiothérapie utilisée pour lutter contre l'amylose de type AL utilise des glucocorticoïdes et des antimitotiques. Généralement le glucocorticoïde utilisé est la dexaméthasone.
La chimiothérapie anti tumorale ciblant les plasmocytes et les lymphocytes B monoclonaux est efficace à environ 100 % car bien souvent le cancer est très peu développé. Finalement on observe une réduction de l'accumulation des chaines légères des anticorps monoclonaux dans l'organisme du patient. Le traitement comporte néanmoins de nombreux effets secondaires : chute des cheveux, diarrhée, nausées ou vomissements. La toxicité hématologique est le phénomène le plus récurrent et le plus grave et nécessite une surveillance constante du patient. Elle consiste eu une diminution pouvant être importante de plusieurs éléments sanguins avec des risques importants : thrombopénie par chute des plaquettes sanguines avec un risque hémorragique, anémie, leucopénie avec un risque infectieux.
Pour un stade très avancé de l'amylose, les dégâts dans les organes sont tels que la chimiothérapie est inefficace. Une transplantation est alors nécessaire.

#### Recherche
Certains traitements permettraient d'éliminer plus rapidement les dépôts d'amylose en agissant sur la SAP (protéine du sérum qui sert de ciment aux dépôts d'amylose). La SAP étant présente quel que soit le type d'amylose, ces traitements seraient donc actifs pour les différents types d'amyloses et sans doute pour la maladie d'Alzheimer, ce qui ouvre des perspectives de financements et de progrès plus rapides. La gallate d'épigallocatéchine (EGCG), un dérivé du thé vert, est en cours de test.

### Amylose AA
Dans l'amylose AA, le traitement de l'inflammation sous-jacente est le point le plus important. L'efficacité des nouveaux traitements anti-inflammatoires (anti-TNF, anti-IL1) est à l'étude. Mais pour le moment, cette amylose reste incurable et fatale.

### Amylose héréditaire
Dans les amyloses de la transthyrétine, une transplantation hépatique peut être proposée dans le but de supprimer la principale source de production de protéine TTR anormale. Ce traitement a démontré son efficacité à stopper l'évolution de la maladie dans la très grande majorité (90 %) des cas de NAF traités à un stade précoce et ce avec un recul moyen de huit ans. Les résultats sont meilleurs chez les patients avec variété met30 de la TTR et les sujets jeunes.
Ces types de traitement sont essentiels pour les malades qui ne pourraient pas être greffés ou en complément de la greffe si celle-ci ne permet pas de stopper à 100 % la maladie.

#### Recherche
Le tafamidis permettrait de stabiliser la protéine circulante et empêcher la formation des dépôts.
La doxycycline pourrait briser les fibrilles d'amyloïdes ; elle a déjà été testée sur les animaux.
Le TUDCA, une molécule anti-apoptose (mort cellulaire programmée), est en cours de test.
L'administration d'ARN interférent permet de bloquer la synthèse de transthyrétine chez des patients.

## Associations
L'Association française contre l'amylose (AFCA), créée en 1994, a pour mission d'aider les patients atteints de cette maladie rare qu'est l'amylose, de faire connaître et reconnaître cette maladie et de stimuler les recherches pour la combattre.

## Amylose chez le Chat à pieds noirs
Les chats à pieds noirs élevés en captivité ont une prévalence importante de la maladie aboutissant au décès. La présence de dépôts amyloïdes a été retrouvée sur les tissus d'un individu sauvage.